# Ivićeva
La rue Ivićeva (en serbe cyrillique : Ивићева) est située à Belgrade, la capitale de la Serbie, dans la municipalité de Zemun et dans le quartier de Donji Grad.
Son nom est un hommage à Mato Ivić (1830-1886), qui fut gouverneur de Zemun.

## Parcours
La rue Ivićeva naît au croisement du Senski trg, de la rue Vrtlarska et de la rue Bežanijska, dont elle constitue un prolongement. Elle s'oriente vers le sud-ouest et se termine au carrefour des rues Prilaz et Tošin bunar.

## Architecture
Au n° 4 de la rue se trouve la maison de Pavle Horvat construite en 1910 dans un style Art nouveau ; en raison de sa valeur architecturale, elle est inscrite sur la liste des biens culturels protégés de la Ville de Belgrade.